# 新帝國鎮

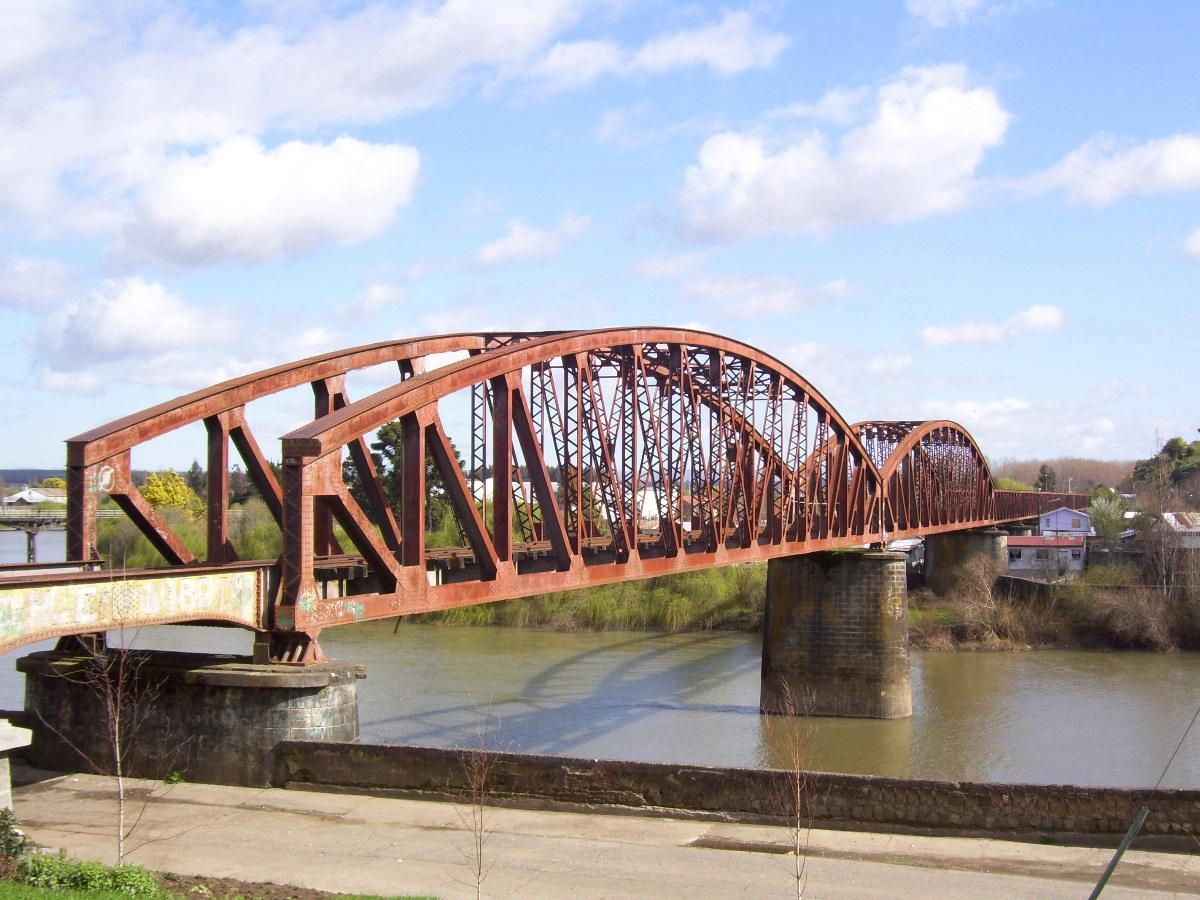

38°44′36″S 72°57′0″W / 38.74333°S 72.95000°W
新帝國鎮（西班牙語：Nueva Imperial），是智利的城市，位於該國南部阿勞卡尼亞大區的考丁省，始建於1882年2月26日，面積732.53平方公里，2012年人口31,156人，人口密度每平方公里34.53人。